# 帕納久里什泰冰原島峰

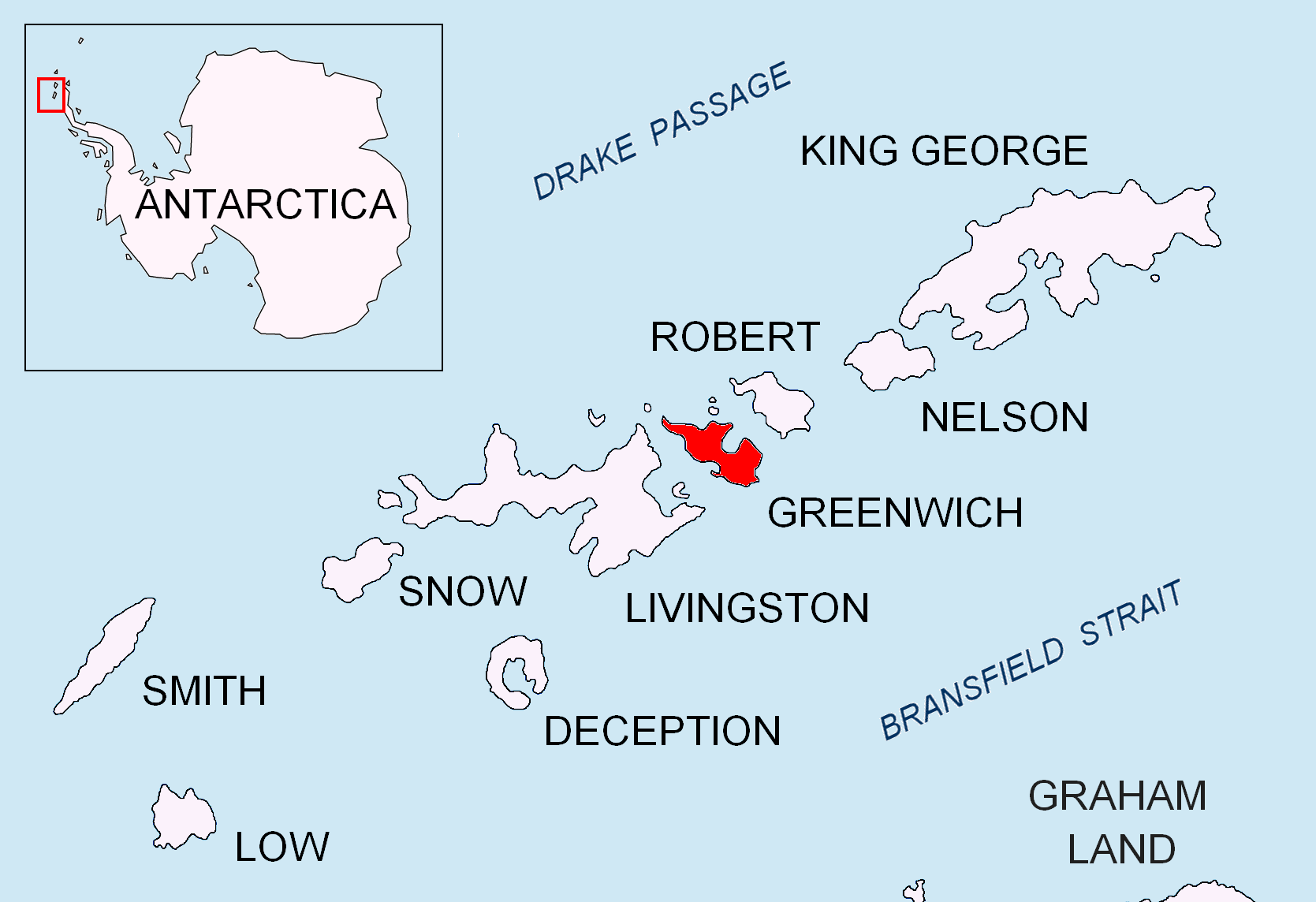

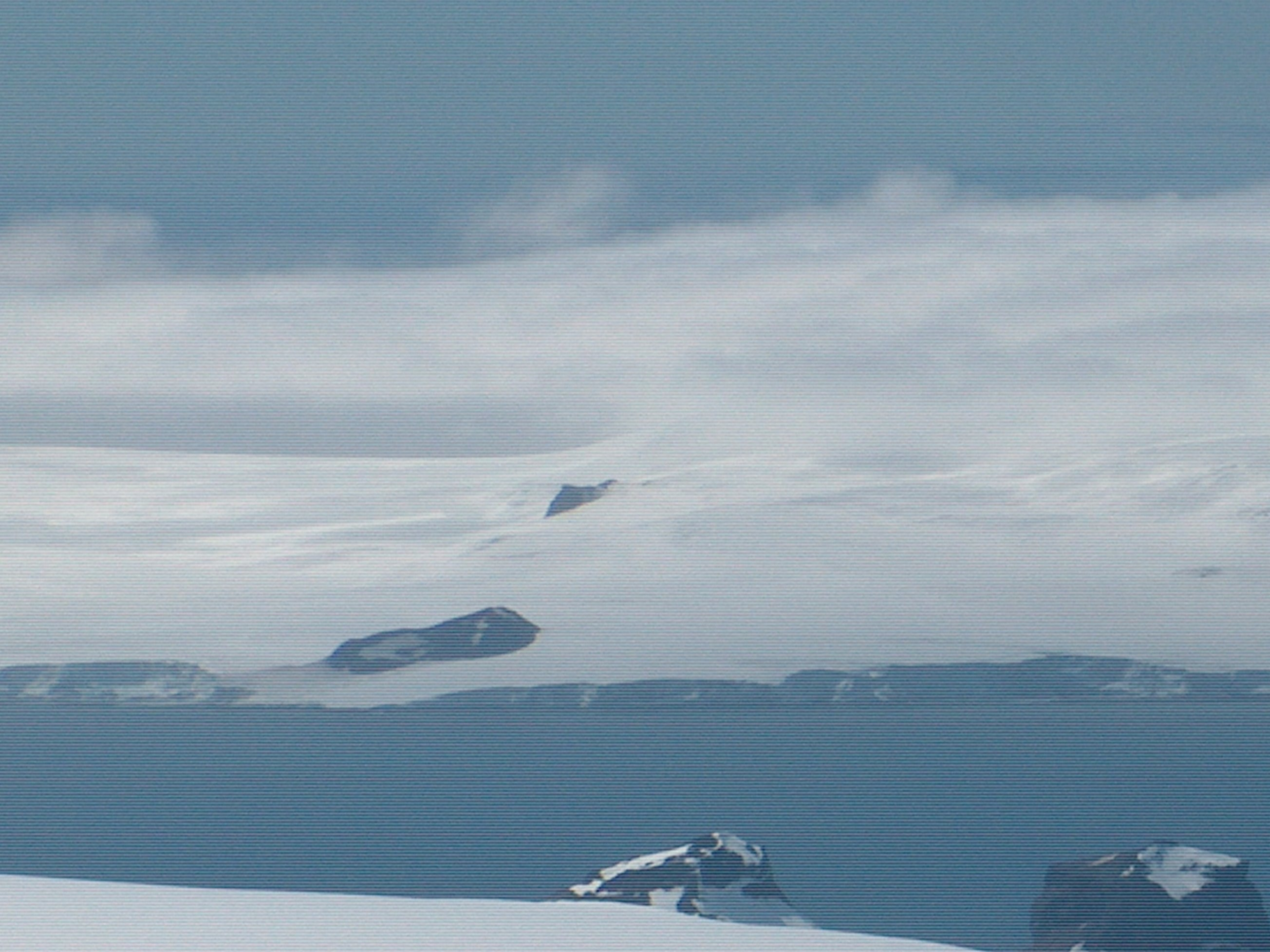

帕納久里什泰冰原島峰（英語：Panagyurishte Nunatak）是南極洲的冰原島峰，位於南設得蘭群島中格林尼治島，處於克魯奇峰以南2.8公里、塞夫托波利斯峰西南面3.4公里、塞索布勒普提斯冰原島峰東北面1.38公里，以保加利亞中部城鎮命名。

## 外部連結
- Composite Antarctic Gazetteer（页面存档备份，存于）.

62°28′44″S 59°56′12″W / 62.47889°S 59.93667°W